# 巴巴科韋
50°56′47″N 34°0′51″E / 50.94639°N 34.01417°E
巴巴科韋（烏克蘭語：Бабакове）是位於烏克蘭東北部的村莊，由蘇梅州羅姆內區的內德里海利夫市鎮負責管轄。該村處於捷爾恩河左岸，分別距離霍洛德涅0.5公里和捷爾尼2公里，海拔高度136米，2001年人口43。